# Neudenau
Neudenau er en by i den tyske delstat Baden-Württemberg, som ligger i kreisen Heilbronn. Neudenau har 5.184 indbyggere (2006).